# یازده‌ضلعی
| یازده‌ضلعی منتظم                      | یازده‌ضلعی منتظم                                                                    |
| ------------------------------------ | ---------------------------------------------------------------------------------- |
| یک یازده‌ضلعی منتظم                   |                                                                                    |
| اضلاع و رأس‌ها                        | ۱۱                                                                                 |
| نماد اشلفلی                          | {۱۱}                                                                               |
| مساحت (با طول ضلع {\displaystyle a}) | {\displaystyle A={\frac {11}{4}}a^{2}\cot {\frac {\pi }{11}}\simeq 9.36564\,a^{2}} |
| زاویه داخلی (درجه)                   | {\displaystyle \approx 147.273}                                                    |

در هندسه، یازده‌ضلعی (به انگلیسی: Hendecagon یا Undecagon)، یک چندضلعی با یازده ضلع است. یک یازده‌ضلعی منتظم با {۱۱} نشان داده می‌شود.

## یازده‌ضلعی منتظم
یک یازده‌ضلعی منتظم دارای ضلع‌ها و زاویه‌های داخلی برابر است. اندازهٔ زاویه‌های داخلی هر رأس آن، در حدود ۱۴۷٫۲۷ درجه بوده و مساحت آن با استفاده از رابطهٔ زیر محاسبه می‌شود:
{\displaystyle A={\frac {11}{4}}a^{2}\cot {\frac {\pi }{11}}\simeq 9.36564\,a^{2}.}

### روش رسم
رسم یک یازده‌ضلعی منتظم با استفاده از خط‌کش و پرگار امکان‌پذیر نیست. پویانمایی زیر، یکی از روش‌های تقریبی رسم یازده‌ضلعی منتظم را نشان می‌دهد: